# Paullinia anisoptera
Paullinia anisoptera är en kinesträdsväxtart som beskrevs av Porphir Kiril Nicolai Stepanowitsch Turczaninow. Paullinia anisoptera ingår i släktet Paullinia och familjen kinesträdsväxter. Inga underarter finns listade i Catalogue of Life.